# Lac Barbel
Lac Barbel är en sjö i Kanada.   Den ligger i regionen Côte-Nord och provinsen Québec, i den östra delen av landet, 900 km nordost om huvudstaden Ottawa. Lac Barbel ligger 532 meter över havet. Arean är 13,9 kvadratkilometer. Den sträcker sig 6,9 kilometer i nord-sydlig riktning, och 5,1 kilometer i öst-västlig riktning.
I omgivningarna runt Lac Barbel växer i huvudsak barrskog. Trakten runt Lac Barbel är nära nog obefolkad, med mindre än två invånare per kvadratkilometer.